# Neltume
Neltume es una localidad en la cordillera de la Región de Los Ríos, Chile, perteneciente a la comuna de Panguipulli. Se ubica en el tramo del Río Fuy, a 5 km al oeste de Puerto Fuy. Posee una población de 2125 habitantes según el censo de 2002.

## Servicios
En esta localidad se encuentra la Posta de Salud Rural Neltume, la Escuela Francisco de Asís y la Escuela Rutal Tierra de Esperanza.
Posee telefonía celular 2G y 3G de Entel Chile, además de 3G y 4G por parte de Movistar Chile. WOM está disponible vía roaming y Claro Chile no disponen de ningún tipo de señal en la localidad.

## Economía
Actualmente su actividad económica se basa en el Turismo ya que se encuentra rodeada de naturaleza exuberante. Por lo cual en Neltume además se encuentran hospedajes, cabañas, camping servicios gastronómicos y emprendimientos de servicios turísticos.  

## Deportes
En Neltume existen 4 clubes deportivos con una rica historia deportiva, entre ellos está Colo-Colo, Asoden, Juventud y Deportivo de Neltume, los cuales cada domingo se reúnen para practicar deporte. 
Producto del turismo y el desarrollo de Neltume en la actualidad además se practica ciclismo, running, kayak y deportes de nieve.  

## Turismo
Sus principales atractivos son el Salto Huilo-Huilo, Río Fuy, volcán Mocho Choshuenco, a pasos del lago Pirehueico, existiendo además lugares donde hospedarse. Para comer existen varios restoranes que atienden todo el año y en verano funcionan tres ferias con gastronomía local. 

## Accesibilidad y transporte
Neltume se encuentra a 60 km de la ciudad de Panguipulli a través de la Ruta 203.
La ruta Ruta CH-203 que conecta Panguipulli con San Martín de los Andes al otro lado de la cordillera pasa por Neltume.
Próximo a esta localidad se encuentra el Aeródromo Neltume.

## Riesgos volcánicos
Este sector corresponde a una zona considerada de 'Bajo Peligro' de ser afectadas por lahares generados durante erupciones explosivas de gran magnitud, originadas en el volcán Mocho-Choshuenco. De acuerdo al Mapa de Peligros del complejo volcánico Mocho-Choshuenco se encuentra bajo clasificación (Blh). En este sector volumen de los lahares puede ser mayor durante los meses de máxima acumulación de nieve (comúnmente entre los meses de junio a septiembre). Esto incluye a las localidades de Neltume y los caseríos de  Lago Neltume, Llallarca ubicado al norte del río Fuy y el sector sur del caserío de Punahue.
Toda la zona comprendida entre el sur del Lago Panguipulli hasta la ribera oeste del Lago Pirehueico es una zona con 'Muy Alto Peligro' de ser afectada por caída de piroclastos balísticos y eventualmente también por bombas pumiceas de diámetro mayor a 6 cm.
Toda la zona desde la localidad de Neltume hasta Puerto Fuy es el límite estimado para las zonas que pudieran ser afectadas por la caída de piroclastos balísticos. Se estima una 'Baja Probabilidad de Ocurrencia', salvo en eventuales erupciones de los centros de emisión occidentales del volcán llamado mar Tumba del Buey. Se estima un espesor máximo de 50 cm del depósito y un diámetro máximo de 6,4 cm de los piroclastos.

## Dictadura civil militar (1973-1990)
Durante el periodo de la dictadura militar en Chile, en la localidad de Neltume, comuna de Panguipulli, se vivieron una serie de enfrentamientos y guerrillas por parte del ejército de Chile y la Central Nacional de Informaciones (CNI), con un foco guerrillero perteneciente al Movimiento de Izquierda Revolucionaria (MIR), de nombre "Destacamento Toqui Lautaro". Este movimiento guerrillero planifica un operativo denominado "Plan 78" u "Operación Retorno", el cual se crea como foco de resistencia social, política y militar en las zonas rurales de Panguipulli, Neltume y Nehuelbuta.
El 24 de noviembre de 2004 se crea en la localidad el Centro Cultural Museo y Memoria Neltume, en conmemoración a los distintos eventos de persecución y actos de represión durante distintos periodos de la dictadura militar, buscando poner en valor la memoria e historia local.